# Термінус 1
«Термінус 1» (фр. Terminus 1) — науково-фантастичний роман французького письменника Стефана Вуля, написаний у 1959 році.

## Сюжет
На планеті Арголь (Argole) космічний пригодник Юліус (Julius) перебуває в поганому стані духу: після того, як партнери по картярській грі розкрили його телепатичні здібності. Він зустрічає свою колишню приятельку Марж (Marje), яка пропонує йому вирушити на пошуки скарбів на планету Вальден (Walden).
«Йдеться про кладовище ракет, поклади старих остовів добрих зорельотів, відданих у брухт. Але ці зорельоти нашпиговані болтами і деталями з паладію, металу, грам якого коштує кілограмів платини!»
Під час своєї нової пригоди Юліус, споряджений валізою-передавачем матерії, яку йому вручила Марж, має протистояти летучим мавпам, «волохатам» (les Velus) і людино-деревам (les arbres-hommes).

## Французькі видання
- Fleuve noir, серія «Anticipation» № 130, 1959 ;
- Fleuve noir, серія «Super-luxe — Les lendemains retrouvés» № 26, 1976 ISBN 2-265-00205-4
- Denoël, збірка «Présence du futur» № 551, 1994, обкладинка Жана-Іва Кервевана ISBN 2-207-50570-7;
- У складі Œuvres complètes 2 Lefrancq, серія «Volumes», 1997 ISBN 2-87153-451-9;
- У складі Stefan Wul — L'Intégrale, tome 2, Bragelonne, серія «Trésors de la SF», 2013 ISBN 978-2-35294-688-5.